# サナア
サナア（Sana'a、アラビア語: صَنْعَاء; Ṣanʿāʾ, サンアー(ッ)）は、アラビア半島南西にあるイエメンの首都。サヌア、サヌアー、サナアーとも表記される。
英字表記はSanaa、Sana'a、San'aa、Sanaなど。

## 概要
サナアはサナア県の中心ではあるが、行政上はサナア県に属さず、Amanat Al-Asemah「アマナット・アル・アシマ」（サナア市）を単独で構成している。
サナアは標高約2,300mの高原にあり首都としては世界でも高地にある。
市内には粘土で作った煉瓦造りの建物があり、アラブ文化が色濃く残っている。イスラムの都市であり、市内にはムスリム大学やモスクが数多く見受けられる。2008年に完成したサーレハ・モスクは4万人を収容する。
サナアの人口は2023年時点で329万2,497人で世界で最も増加率の高い首都の一つであり、2025年に438万人、2050年に1005万人、2075年に1,669万人、2100年の人口予測では2,721万人を数える世界25位の超巨大都市となる予測が出ている。1994年時点の人口は954,448人に過ぎなかった。
人口の大半はイスラム教シーア派の分派のザイド派である。
現在はフーシ派が支配しており、イエメン政府の管轄は及んでいないために、イエメン政府はアデンに首都機能を移転している。

## 歴史
世界最古の町のひとつとされ、伝説ではノアの息子・セムによって町が創建されたとされる。エベルの息子のヨクタン（イエメンに入植したと言われる）の子孫・ウザルに因んで、サナアは古くは「アザル」と呼ばれた。現在の地名は南アラビアの言葉で「堅牢な要塞」を意味する。
サバア王国の王都があったとされるマアリブ（今日のマアリブ県）と紅海を結ぶ十字路に位置し重要な町であり続けたヒムヤル王国（紀元前115年頃 - 525年）の最後の王・ズー・ヌワースは都をサナアに移した。アクスム王国では総督府が置かれた。
イスラム教がこの地に入りカリフ制国家の支配下に入ってもサナアは中心都市として揺ぎ無いものがあった。マムルークが1517年にイエメンに侵入するもマムルーク朝はオスマン帝国に滅ぼされると、サナアはその支配下に置かれた。1538年から1635年の第一次支配下ではウィラーヤの中心となり、1872年から1918年のオスマン帝国の第二次支配下でもウィラーヤの都であった。
1918年にイエメン王国が成立すると首都となり、1962年にイマームが放逐されイエメン・アラブ共和国が成立されるとその首都となった。南北イエメンが統一された1990年からは現在のイエメン共和国の首都である。ところが2014年8月から反政府運動が起こり、9月にはフーシがサナアを制圧し、アブド・ラッボ・マンスール・ハーディー大統領を軟禁した。その後、大統領は首都を脱出したが、イエメンは内戦状態となった。フーシは内戦の期間中、サナアを拠点としてイエメン西部を掌握し続けた。フーシはしばしば大統領を支援するサウジアラビアやアラブ首長国連邦を攻撃し、それらの国は報復としてサナアを爆撃した。
2023年、フーシが紅海を航行する船舶への攻撃を開始すると、2024年1月11日以降、アメリカとイギリスは報復としてサナア近郊の軍事施設などを爆撃した（2024年のイエメンへのミサイル攻撃）。同年1月12日、サナアの市内ではアメリカとイギリスを非難する大規模な抗議活動が行われた。

## 市民
| 年   | 人口（人） | 備考                            |
| ---- | ---------- | ------------------------------- |
| 1911 | 18,000     | [ 8 ] [ 要文献特定詳細情報 ]    |
| 1921 | 25,000     | [ 9 ]                           |
| 1931 | 25,000     |                                 |
| 1940 | 80,000     |                                 |
| 1963 | 100,000    |                                 |
| 1965 | 110,000    |                                 |
| 1975 | 134,600    | [ 10 ]                          |
| 1981 | 280,000    |                                 |
| 1986 | 427,505    |                                 |
| 1994 | 954,448    |                                 |
| 2001 | 1,590,624  |                                 |
| 2004 | 1,748,000  | [ 注 1 ] [ 要文献特定詳細情報 ] |
| 2005 | 1,937,451  | [ 12 ]                          |
| 2009 | 1,976,286  | [ 13 ]                          |

### ユダヤ人社会
ソロモンの時代からサナアには多くのユダヤ人が暮らし、世界でも最古のディアスポラのひとつを形成してきた。イスラエル建国後はおよそ5万人とされるイエメン・ユダヤ人がイスラエルに移民したが、そのうちの1万人の出身はサナアである。ユダヤ人がアリー・アブドッラー・サーレハ政権に協力してきたため、反ユダヤ暴動が2004年以降にサアダ県などで頻発すると、サナアはその避難先として2010年時点で政府の保護下に置かれたユダヤ人が70人滞在していた。
2015年に勃発したイエメン内戦の影響を受けて、2016年3月、イスラエル当局は内戦下のイエメンからユダヤ人を救出し、サヌアから5人、ライダから14人をイスラエルへと護送したことが、同21日、ユダヤ人機関により発表された。これで、イエメンに残るユダヤ人は約50人となった。

## 地理

### 市域の構成
市域は大きく旧市街（al-Qadeemah）と新市街（al-Jadid）に二分される。前者は狭い地域に中世から続く家並みと東西貿易の商都の面影を残し、後者は人口流入を受けて郊外へとスプロール現象が見られ、現代建築が並ぶ。首都に選ばれたことをきっかけに、新市街の開発は1960年代から始まった。
市を構成する区を一覧にして示す。

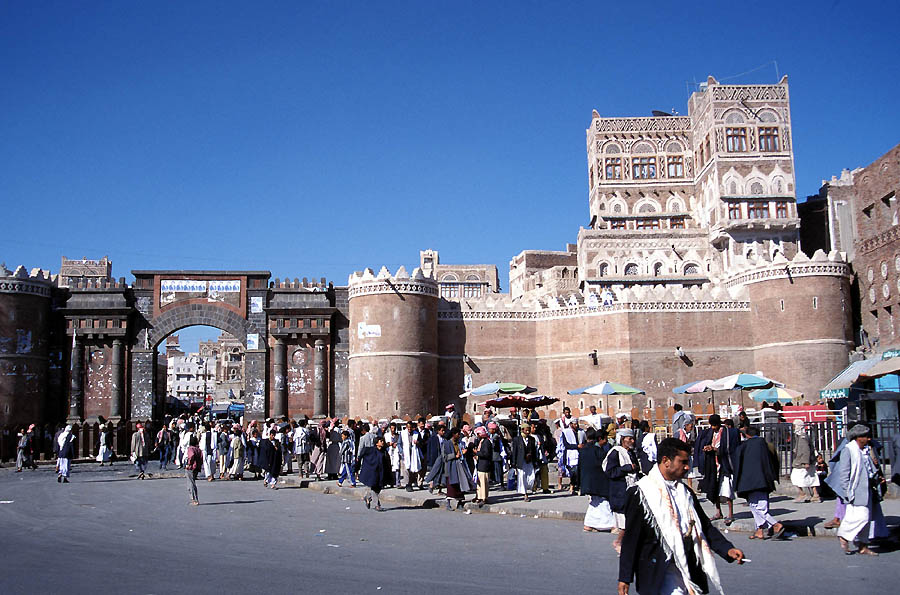
旧都心のランドマーク、通称イエメン門（バーブ・ル・ヤマンBab Al-Yemen）。1,000年前からサナアを見守る。

| 新市街 - Al Wahdah District - As Sabain District - Assafi'yah District - At Tahrir District - Ath'thaorah District - Az'zal District - Bani Al Harith District - Ma'ain District - Shu'aub District | 旧市街 - Old City District |  |

### 気候
モンスーンの影響を受け、雨量も多い。ケッペンの気候区分では砂漠気候（BWk）に属する。
| サナア (標高2250 m)の気候 | サナア (標高2250 m)の気候 | サナア (標高2250 m)の気候 | サナア (標高2250 m)の気候 | サナア (標高2250 m)の気候 | サナア (標高2250 m)の気候 | サナア (標高2250 m)の気候 | サナア (標高2250 m)の気候 | サナア (標高2250 m)の気候 | サナア (標高2250 m)の気候 | サナア (標高2250 m)の気候 | サナア (標高2250 m)の気候 | サナア (標高2250 m)の気候 | サナア (標高2250 m)の気候 |
| 月                        | 1月                       | 2月                       | 3月                       | 4月                       | 5月                       | 6月                       | 7月                       | 8月                       | 9月                       | 10月                      | 11月                      | 12月                      | 年                        |
| ------------------------- | ------------------------- | ------------------------- | ------------------------- | ------------------------- | ------------------------- | ------------------------- | ------------------------- | ------------------------- | ------------------------- | ------------------------- | ------------------------- | ------------------------- | ------------------------- |
| 平均最高気温 °C （°F）    | 19.8 (67.6)               | 20.2 (68.4)               | 22.8 (73)                 | 25.5 (77.9)               | 26.0 (78.8)               | 27.1 (80.8)               | 27.7 (81.9)               | 25.9 (78.6)               | 23.7 (74.7)               | 22.0 (71.6)               | 20.7 (69.3)               | 19.7 (67.5)               | 23.42 (74.18)             |
| 平均最低気温 °C （°F）    | 5.1 (41.2)                | 8.0 (46.4)                | 9.7 (49.5)                | 11.5 (52.7)               | 13.6 (56.5)               | 15.8 (60.4)               | 16.7 (62.1)               | 16.3 (61.3)               | 12.4 (54.3)               | 9.1 (48.4)                | 6.8 (44.2)                | 6.2 (43.2)                | 10.93 (51.68)             |
| 降水量 mm （inch）        | 0.0 (0)                   | 2.0 (0.079)               | 9.9 (0.39)                | 14.7 (0.579)              | 4.7 (0.185)               | 17.8 (0.701)              | 49.9 (1.965)              | 63.6 (2.504)              | 24.0 (0.945)              | 7.5 (0.295)               | 4.4 (0.173)               | 0.0 (0)                   | 198.5 (7.816)             |
| 出典：イエメン気象協会    |                           |                           |                           |                           |                           |                           |                           |                           |                           |                           |                           |                           |                           |

## 経済
市域を取り巻く丘からオニキス、玉髄、カーネリアンを産出したサナアは、歴史的に鉱業都市であった。
金工でも知られ、20世紀初頭のイギリスで「有名」という評価を得るものの、その後、人気は陰った。サナアは「果物と葡萄が豊かで水が良い」都市としてイギリスに伝わっている。
イエメンの首都としてサナアの就職口の40%は公共サービス分野である。商業と工業も正規採用の仕事先で、開発途上国の都市の例にもれず、サナアにも民間の雇用として現金労働がその32%を占める。
エメン国内では職種は多いほうだが、それでいて貧困と失業の割合も高いため、就業人口の25%（2006年）は職についていないとされる。

## 交通
国営航空イエメニアがあり、サヌア国際空港が主要空港である。鉄道はなく、路線バスとダッバーブ（دَبَّاب, dabbāb）とよばれる乗り合いミニバスやタクシーが市民の足である。アデンなど地方都市を結ぶバスもある。

## 世界遺産
サナアの旧市街地は、1986年、世界遺産に登録され、2015年に危機の迫る世界遺産リストに加えられた。
イエメン内戦下では「放置と維持管理不足」が続いた。2020年7月中旬以降の豪雨では、五つの旧市街を含め106棟の建物が損壊、156棟が被害を受けた。

### 登録基準
この世界遺産は世界遺産登録基準のうち、以下の条件を満たし、登録された（以下の基準は世界遺産センター公表の登録基準からの翻訳、引用である）。
- (4) 人類の歴史上重要な時代を例証する建築様式、建築物群、技術の集積または景観の優れた例。
- (5) ある文化（または複数の文化）を代表する伝統的集落、あるいは陸上ないし海上利用の際立った例。もしくは特に不可逆的な変化の中で存続が危ぶまれている人と環境の関わりあいの際立った例。
- (6) 顕著で普遍的な意義を有する出来事、現存する伝統、思想、信仰または芸術的、文学的作品と直接にまたは明白に関連するもの（この基準は他の基準と組み合わせて用いるのが望ましいと世界遺産委員会は考えている）。

## 姉妹都市
- ドゥシャンベ（タジキスタン）

### 注
1. ↑  Census-Metro[11]。